# Monokaliumglutamat
Monokaliumglutamat ist eine chemische Verbindung aus der Gruppe der Glutamate.

## Gewinnung und Darstellung
Monokaliumglutamat kann durch Reaktion von Glutaminsäure mit Kalilauge gewonnen werden.

## Eigenschaften
Monokaliumglutamat ist als Anhydrat ein geruchloser weißer Feststoff und als Monohydrat ein weißer Feststoff, der löslich in Wasser ist.

## Verwendung
Monokaliumglutamat-Monohydrat wird als Geschmacksverstärker im Lebensmittelbereich und im Labor unter anderem als Komponente von nichtessentiellen Aminosäurelösungen in Zellkulturen verwendet.